# Johan Fridolf Hagfors
Johan Fridolf Hagfors, född 11 mars 1857 i Orimattila, Finland, död 18 augusti 1931 i Stockholm, var en finlandssvensk kompositör, publicist och musikkritiker.

## Biografi
Hagfors komponerade kvartetter och andra sånger. Mest känd är han som författare och tonsättare till Modersmålets sång. Den skrevs till Floradagen 13 maj 1898 i Åbo där man firade 50-årsminnet av uruppförandet av Runebergs nationalsång "Vårt land" och sjöngs första gången av Akademiska sångföreningen. Hagfors har också komponerat musiken till John Grandells dikt Ålänningens sång.
Hagfors verkade även som musikkritiker både i Turun Sanomat och Åbo Underrättelser och Hagfors var redaktör för Åbotidningen Turun Lehti från 1883 till dess den slutade att utgivas 1919. Han flyttade då till Sverige och blev 1922 svensk medborgare. Hagfors kom att bli en verklig mångsysslare även om musiken alltid intog en viktig plats i hans liv. Utöver arbetet som redaktör verkade han som lärare och gav ut dikter, han var inspektör för organistskolan och sina sista år verkade han som pensionatsvärd i Sverige.
Hagfors invaldes som associé i Kungliga Musikaliska Akademien 1912.

## Familj
J. F. Hagfors var gift med Emma Kristina Hagfors och hade musikaliskt påbrå då hans far Erik Henrik Hagfors var kantor organist och fältskär och hans mor Karolina Charlotta Wastman var kantorsdotter från Pärnu. JF Hagfors var även halvbror till Erik August Hagfors.
J.F. Hagfors är gravsatt på Skogskyrkogården i Stockholm

## Kompositioner i urval
Ej var jag sky - text AT Gellerstedt
Vårfågeln och blomman - text o musik JF Hagfors
Allt under de tindrande stjärnor
Skön Annalill- trad- musik arr JF Hagfors
O Sanctissima
Vid Beatrices vård
Modersmålets sång